# Le Konacker
Le Konacker est un quartier du département de la Moselle faisant principalement partie du territoire communal d'Hayange. Sa partie sud-ouest fait quant à elle partie de la commune de Nilvange.
Ce quartier, qui pendant longtemps n'a été qu'une simple ferme, dépendait avant 1971 de la commune de Marspich (date de son rattachement à Hayange).

## Géographie
Situé à cheval sur les territoires communaux d'Hayange et de Nilvange, dans le Nord-Ouest de la Moselle. Ce quartier est traversé par la route D14b.

## Toponymie
Anciennes mentions : Counacker (XVIIIe siècle), Kounackre (1756), Kounakre (1817), Kounaker (1825). En francique lorrain : de Kunacker.
Étymologie : Konacker signifie « champ de Koun » ou plutôt « de Kohn », un nom propre très répandu dans toutes les parties du Luxembourg.

## Histoire
À l'époque de l'Ancien Régime, Konacker fait partie de la communauté et de la paroisse de Marspich.
En 1863, Le Konacker est une ferme située à l'Ouest de Marspich qui fait partie de cette commune. Ce lieu-dit à vocation agricole est devenu un quartier résidentiel après les années 1940.

## Population et société

### Démographie
En 1907, la ferme du Konacker est habitée par 8 personnes et c'est la seule habitation du lieu.
En 2012, Le Konacker compte 2 851 habitants, dont 1 397 hommes et 1 455 femmes.

### Enseignement
L'école maternelle « Konacker Charles Perrault » fait partie de l'académie de Nancy-Metz en zone B, à l'instar du collège Jacques Monod, la continuité d'existence de ce collège est menacée depuis 2021.

### Sport et loisirs
Le Konacker possède une association sportive, l'A.S.K, regroupant plusieurs niveaux (par rapport à l'âge) de football.

## Lieux et monuments
- La chapelle du Konacker, construite au XXe siècle
- Le crassier du Konacker, créé à la fin du XIXe siècle[8].